# Port-Vendres
Port-Vendres [pɔʁ vɑ̃dʁ] (katalanisch Portvendres) ist eine französische Gemeinde mit 3.976 Einwohnern (Stand 1. Januar 2022) im Département Pyrénées-Orientales in der Region Okzitanien.

## Lage
Port-Vendres liegt an der Côte Vermeille, dem südlichsten Abschnitt der französischen Mittelmeerküste, kurz vor der Grenze zu Spanien. Die Entfernung nach Perpignan beträgt etwa 32 km (Fahrtstrecke) in nordwestlicher Richtung; die katalanische Millionenstadt Barcelona befindet sich ca. 200 km südwestlich.

## Bevölkerungsentwicklung
| Jahr      | 1831 | 1851 | 1901 | 1954 | 1975 | 1999 | 2017 |
| Einwohner | 676  | 2005 | 2851 | 4180 | 5613 | 5881 | 4129 |

Trotz der Reblauskrise im Weinbau und der zunehmenden Mechanisierung der Landwirtschaft stieg die Einwohnerzahl des Ortes im 20. Jahrhundert kontinuierlich an.

## Wirtschaft
In früheren Jahrhunderten lebte die Bevölkerung von der Landwirtschaft, zu der auch der Weinbau gehörte, und vom Fischfang. Beide Erwerbszweige haben auch heute noch eine große Bedeutung – Port-Vendres gehört zu den vier Orten der Region Roussillon, deren Wein unter der Appellation Banyuls (VDN) vermarktet werden darf; die Fischereiflotte ist die größte des Roussillon. Seit der Mitte des 20. Jahrhunderts spielt der (Tauch-)Tourismus eine immer größer werdende Rolle im Wirtschaftsleben der Kleinstadt.

## Geschichte
Wie mehrere Dolmen in der Umgebung des Ortes beweisen, war die Gegend bereits im 4. Jahrtausend v. Chr. von Angehörigen der jungsteinzeitlichen Megalithkulturen besiedelt. Wegen seines Naturhafens könnte Port-Vendres eine phönizische oder griechische Gründung sein, doch bislang wurden keine diesbezüglichen archäologischen Spuren entdeckt, was auch für die römische Zeit gilt. Die erste Erwähnung des Ortsnamens stammt aus dem Jahr 1272, als es zur Krone von Aragonien und kurz darauf zum Königreich Mallorca gehörte. Bis zum Pyrenäenfrieden (1659) war das gesamte Gebiet des Roussillon zwischen Frankreich und Spanien umstritten. Im 18. Jahrhundert erlebte der Hafen die Stationierung von Kriegsschiffen und der gesamte Ort wurde modernisiert. Während des katalanischen Rückzugs (retirada) im Spanischen Bürgerkrieg lagen zwei Sanitätsschiffe im Hafen von Port-Vendres; vom 12. November 1942 bis zum 19. August 1944 war der Ort von deutschen Soldaten besetzt.

## Rezeption in der Kunst
Port-Vendres ist ein Schauplatz des Romans Der Ursprung der Welt von Ulrich Tukur.

## Sehenswürdigkeiten
- Hafen (größter Fischereihafen des Roussillon)
- Kirche Notre-Dame de Bonne Nouvelle (1888)
- Redoute du Fanal (1673/1700) zur Befestigung des Hafens
- Redoute Béar
- Tour de l’Horloge, ein letzter Rest der Redoute de la Presqu’île
- Baie des Paulilles
- Cap Béar nördlich des Ortes mit dem Fort Béar, einer Festung aus dem 19. Jahrhundert, und dem Leuchtturm (1861)
- Fort Saint-Elme aus der Zeit Karls V. und das Fort Dugommier
- Tour de Madeloc (1285)

Der Hafen
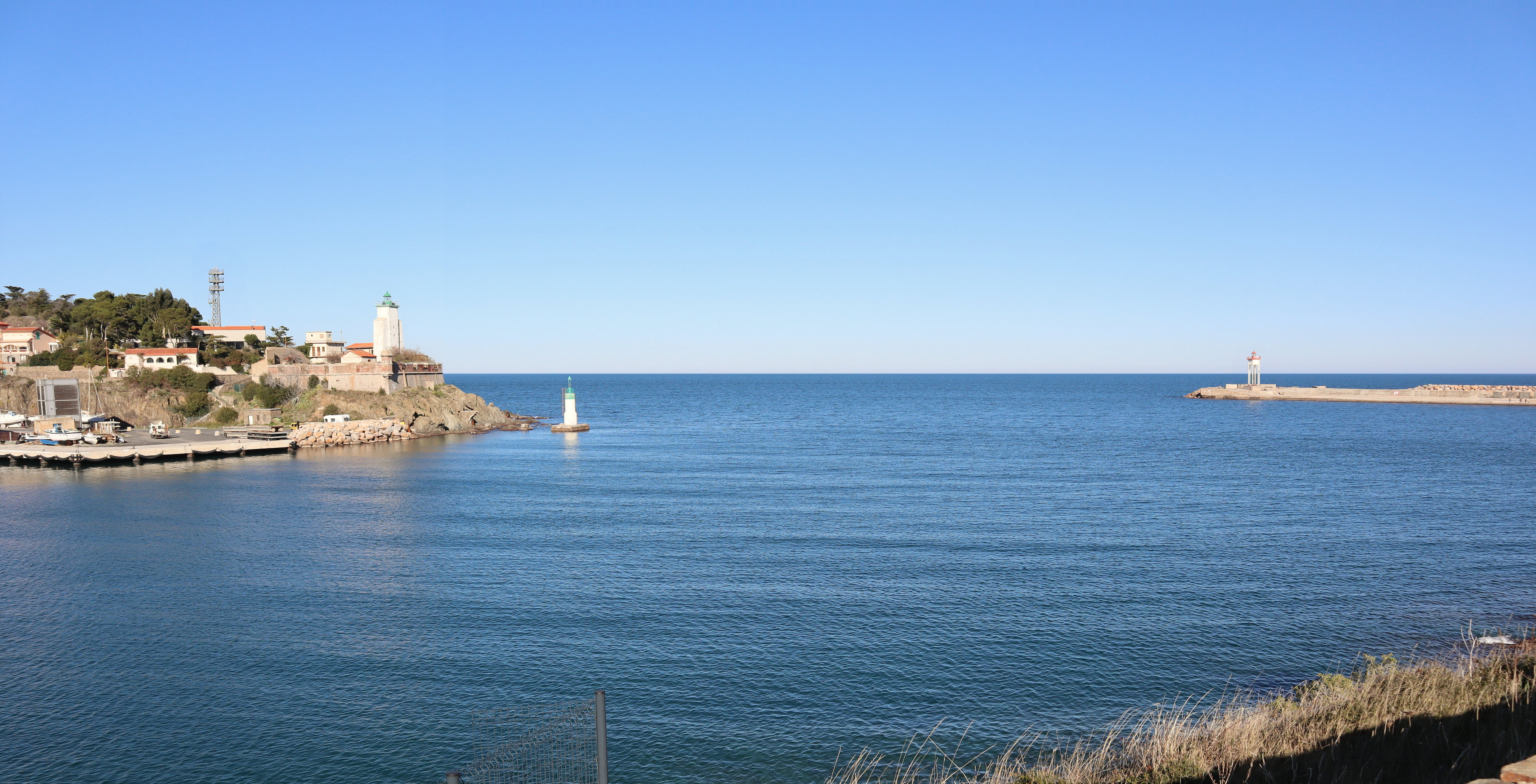
Einfahrt zum Hafen mit der Redoute du Fanal
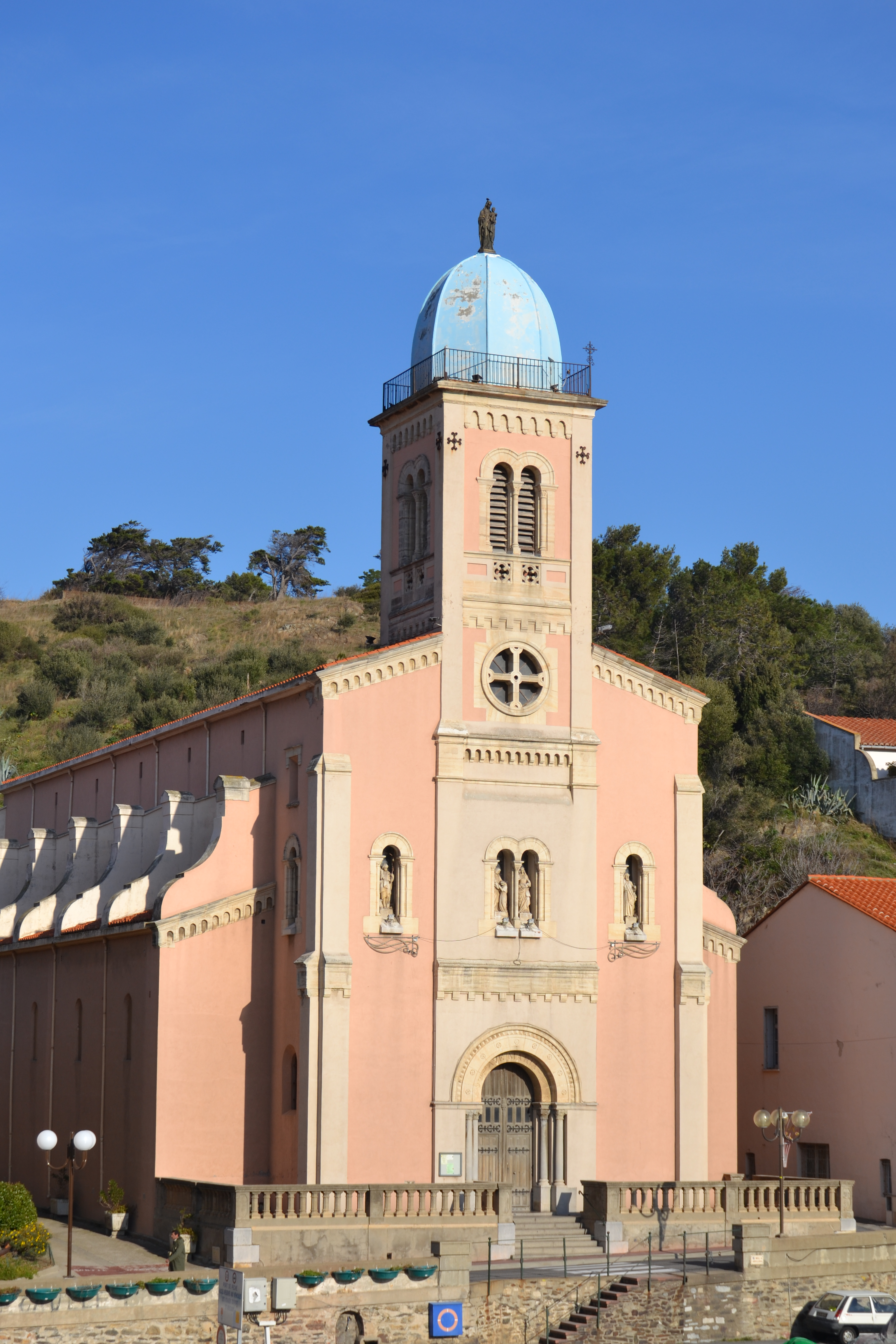
Die Kirche
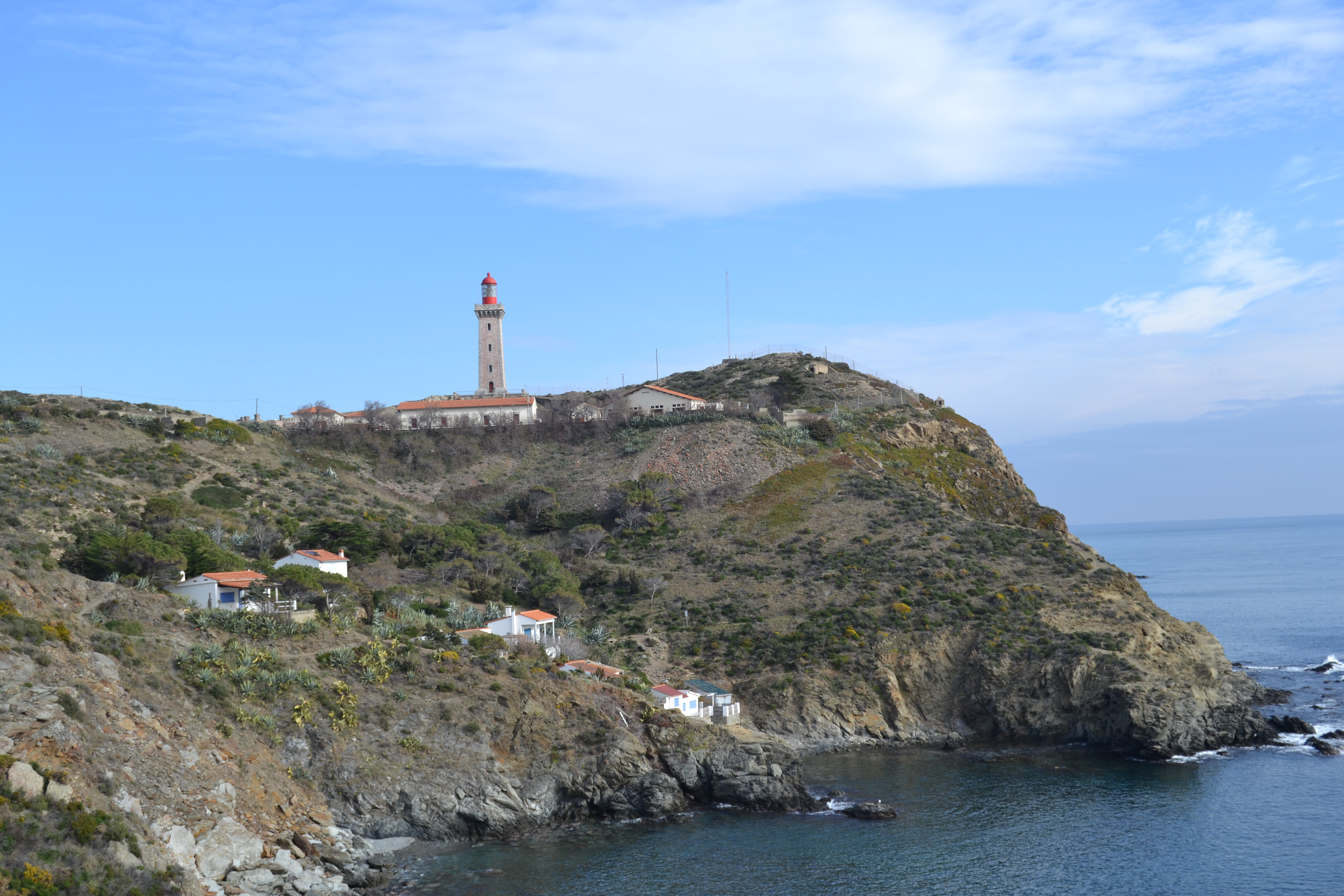
Cap Béar
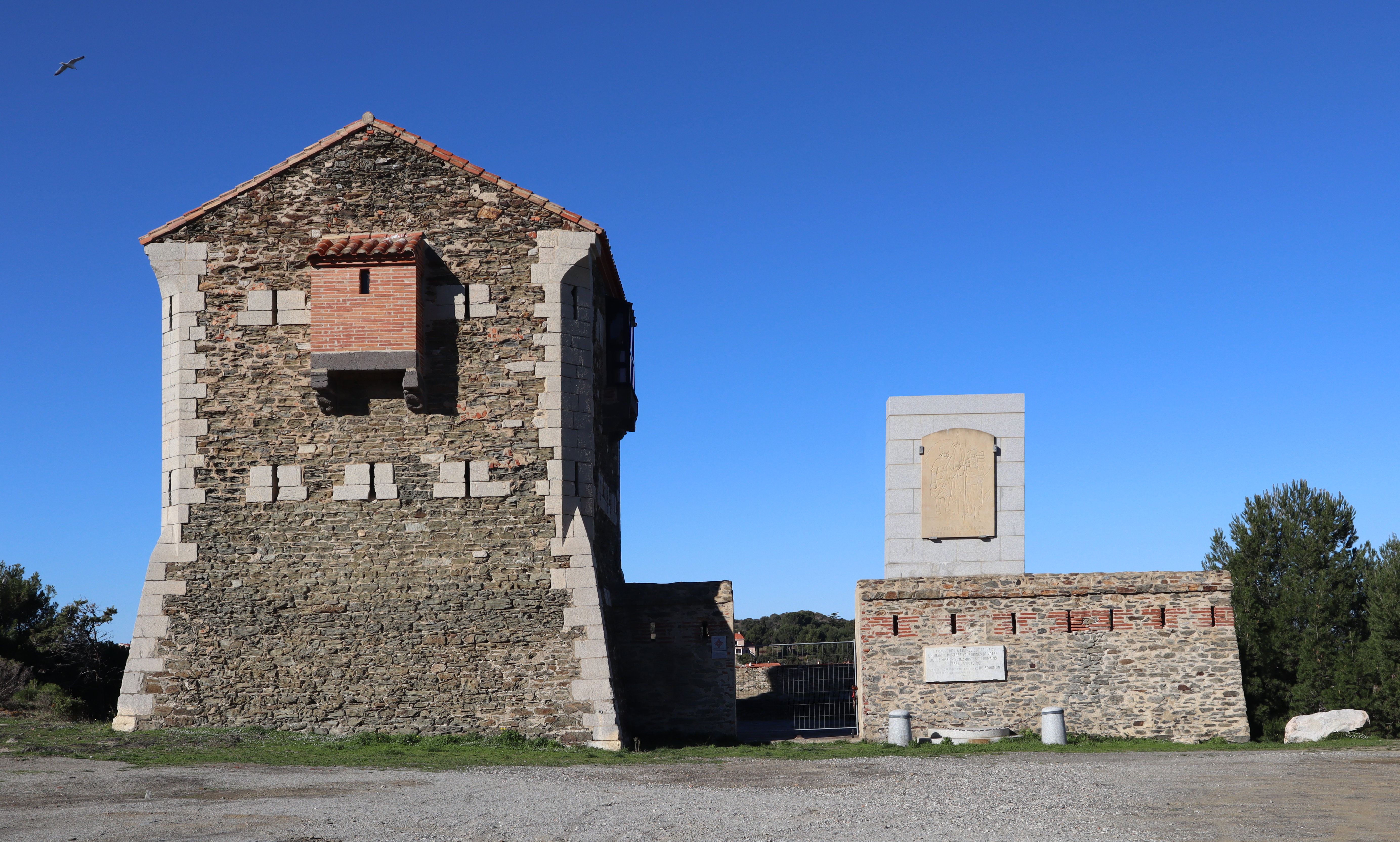
Redoute Béar
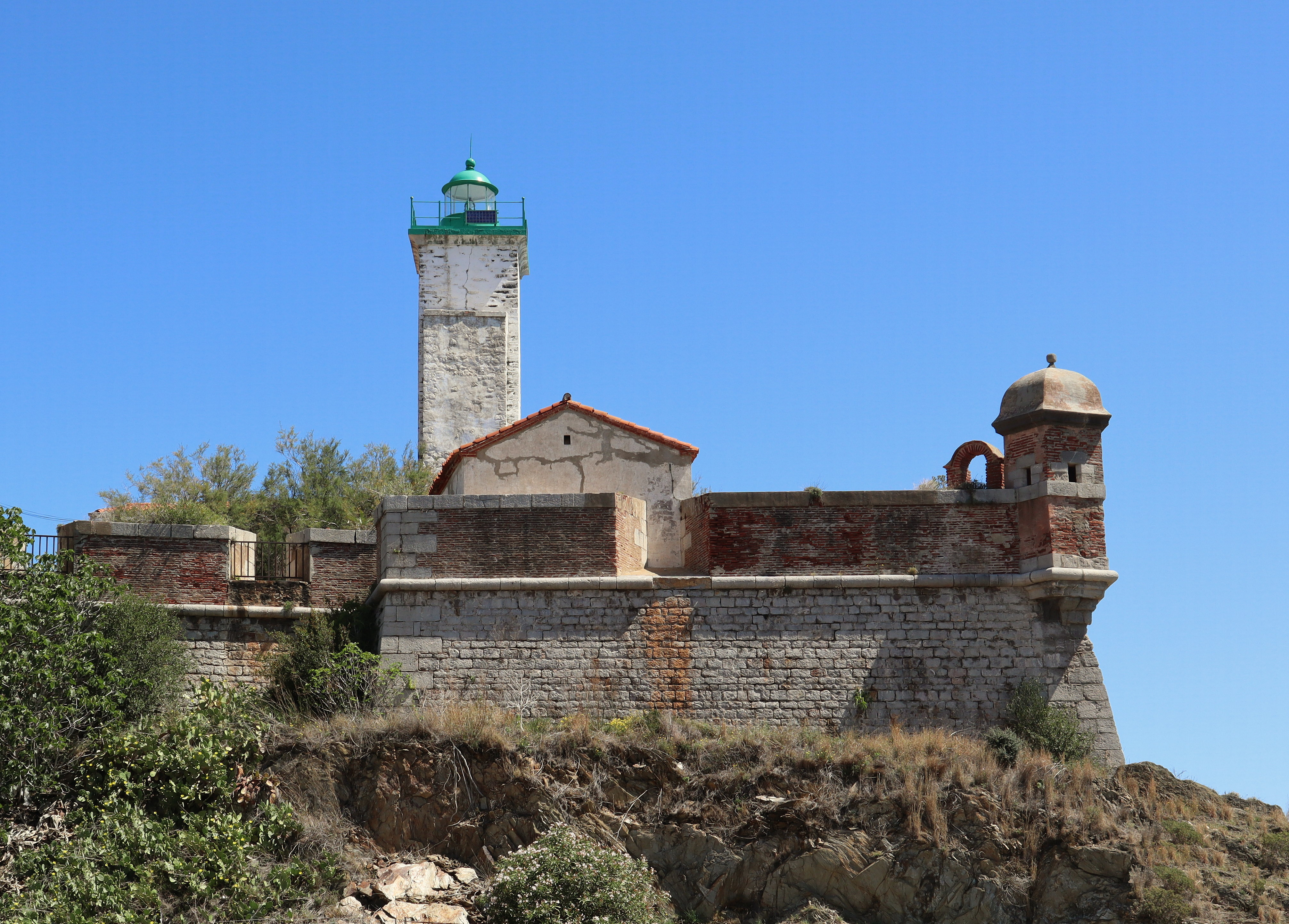
Redoute du Fanal
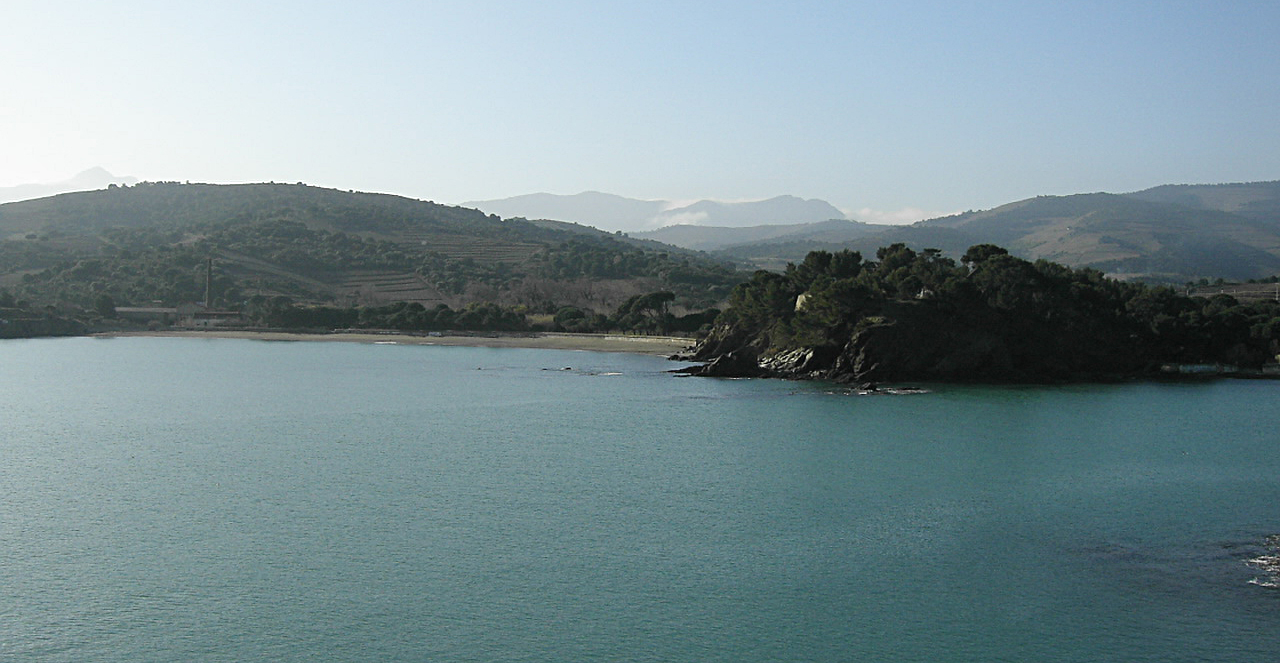
Die Baie des Paulilles
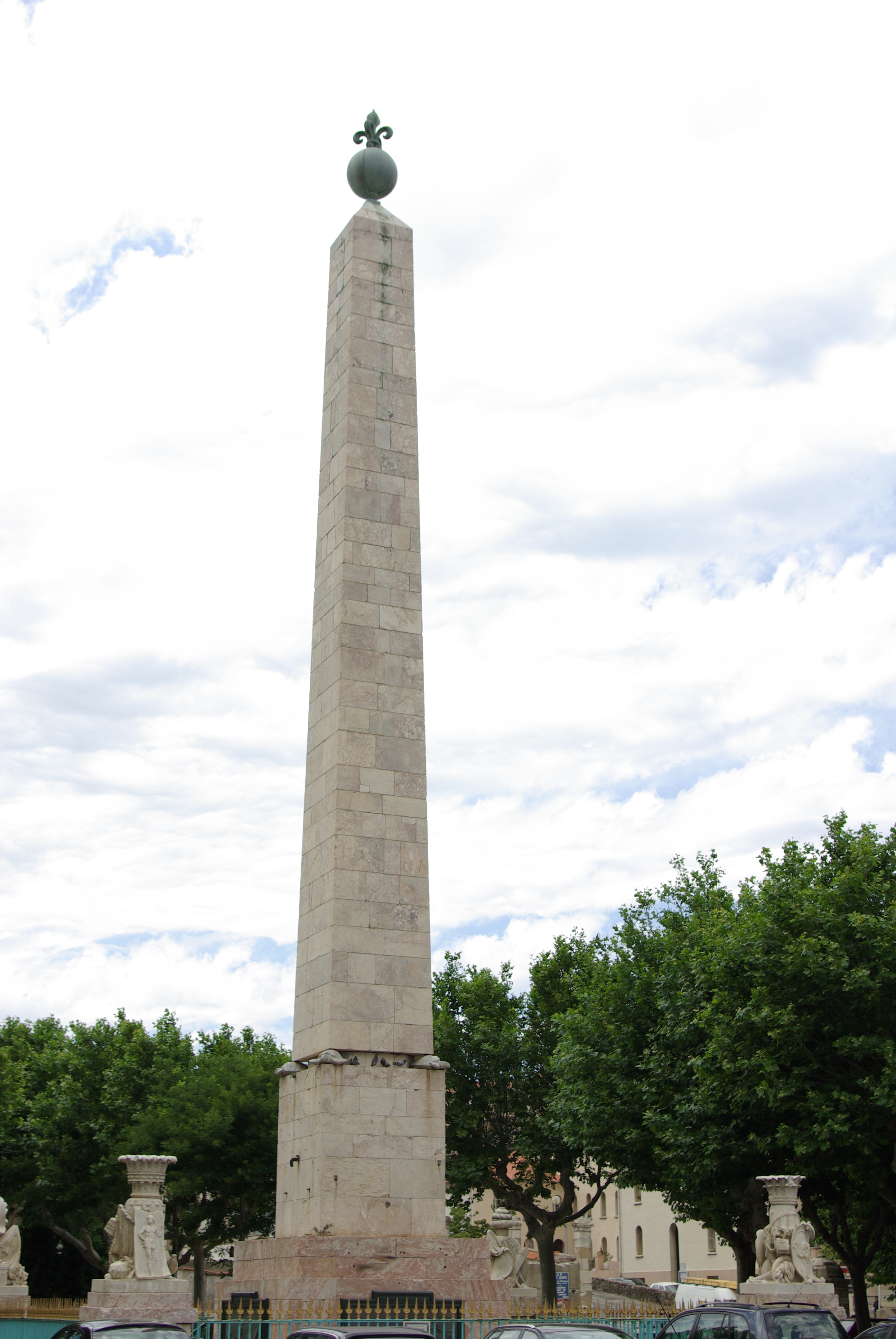
Obelisk von Port-Vendres
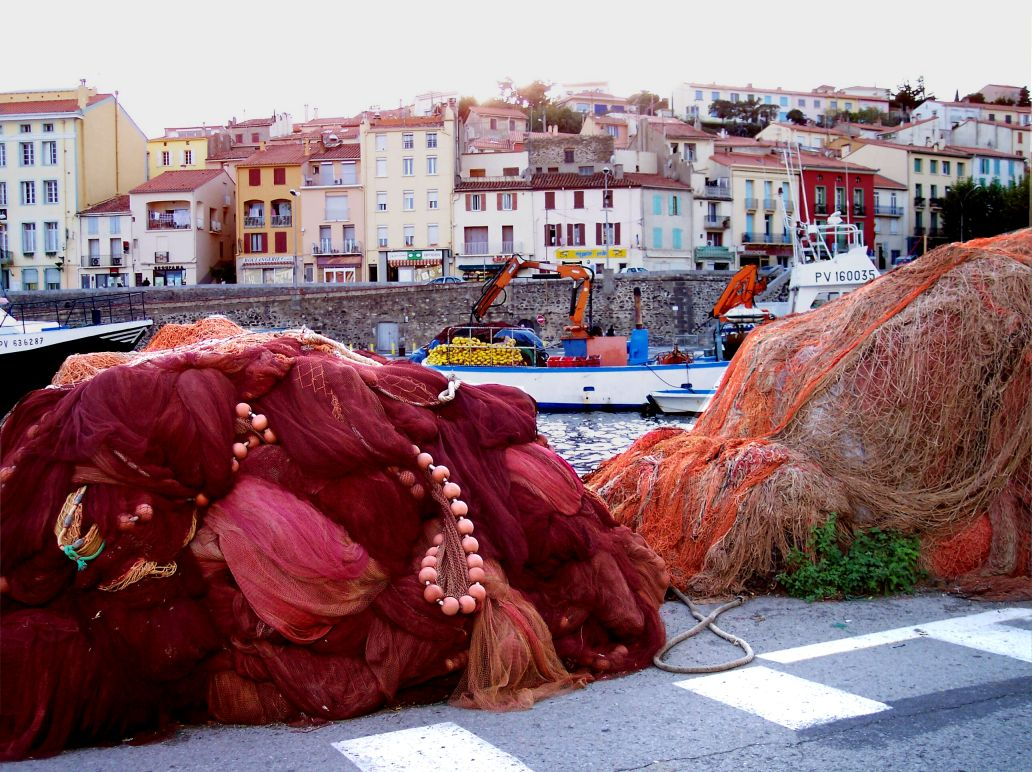
Fischernetze im Hafen

## Persönlichkeiten
- Tina Aumont (1946–2006), Schauspielerin, gestorben in Port-Vendres.
- Estella Blain (1930–1982), Schauspielerin, gestorben in Port-Vendres.
- Gilbert Brutus (1887–1944), Rugby-Spieler und -Trainer, geboren in Port-Vendres.
- Jean Nicolas Pierre Hachette (1769–1834), Mathematiker und Hydrographie-Lehrer, 1793 in Collioure und Port-Vendres.
- Pierre Jeanjean (1924–), Rugby-Spieler, geboren in Port-Vendres.
- Joseph Pascot (1897–1974), Politiker, geboren in Port-Vendres.
- Gaston Pams (1918–1981), Senator und Bürgermeister von Argelès-sur-Mer, geboren in Port-Vendres.
- Charles de Rochefort (1887–1952), Schauspieler der Stummfilmära, geboren in Port-Vendres.
- Jean Vernette (1929–2002), Priester, geboren in Port-Vendres.

## Gemeindepartnerschaften
- Yorktown (Virginia) (Vereinigte Staaten)